# Drépane
Ne pas confondre avec Hélénopolis (Drepanum) en Asie mineure.
Drépane est une cité antique de la Sicile occidentale, située sur le promontoire du même nom et correspond à la ville actuelle de Trapani.

## Histoire
Le toponyme dérive probablement du grec δρεπανη (faux), forme suivie par la langue de terre qui s’avance dans la baie, devant le Mont Éryx. Drépane est le port qui dessert la cité d’Éryx (l'actuelle Erice), et se développe grâce aux Carthaginois.
Au début de la première guerre punique, le général carthaginois Hamilcar Barca fait fortifier le promontoire, situé juste en bas de la péninsule et y transfère la population d'Eryx. Le choix s'avère judicieux, et Drépane est l'un des deux derniers bastions carthaginois en Sicile avec Lilybée. Les Romains attaquent plusieurs fois Drépane à partir de 254 av. J.-C., mais subissent une écrasante défaite navale en 249 av. J.-C. lors de la bataille de Drépane. La ville résiste jusqu’en 241 av. J.-C., lorsque la flotte romaine remporte la bataille des îles Égates en face de Drépane, provoquant la capitulation carthaginoise. Drépane  et la plus grande partie de la Sicile sont annexées par Rome.
La ville voit son nom latinisé en Drepanum et retrouve sa prospérité durant la période romaine, grâce à ses salines et son corail dont Pline l'Ancien signale la réputation. Virgile dans son Énéide y place le décès d'Anchise, père d’Énée, et met en scène les Troyens qui y célébrèrent les jeux funèbres en l’honneur du défunt.
Lors de la période byzantine, après la reconquête impériale sous Justinien en 535, Drépane subsiste et est le siège d'un évêché.